# 戀人啊
《戀人啊》（恋人よ）（こいびとよ），是野澤尚原創，鈴木保奈美、岸谷五朗主演，富士電視台播放的電視連續劇。在1995年10月19日至12月21日播放。
全10集，星期四晚間10點播出。最後一集延長30分。

## 劇情背景
1995年4月，在某婚宴禮堂初次相遇的愛永（鈴木保奈美）和航平（岸谷五朗）。數小時將前往各自婚禮的二人，同時在這一刻發現了未婚夫（妻）的外遇，一起痛苦著。兩人互相鼓勵，互相作了半年後再見的承諾。結婚儀式仍照常舉行，此後也沒有什麼聯絡，航平與愛永原本似乎就此不再相逢。然而，半年後，航平與妻子妝子（鈴木京香）的家隔壁，搬來的就是愛永和丈夫遼太郎（佐藤浩市）……

## 出演
- 結城愛永（28）：鈴木保奈美
- 宇崎航平（32）：岸谷五朗
- 小野粧子（29）：鈴木京香
- 藤田達彦（20）：長瀬智也
- 一枝季里子（25）：櫻井淳子
- 渡辺美緒（19）：水野美紀
- 結城宗市（56）：夏八木勲
- 橋爪慶一（??）：山路和弘
- 志水邦男（??）：大石吾朗
- 鴻野遼太郎（35）：佐藤浩市

## 製作群
- 原作・脚本　野澤尚
- 製作人　喜多麗子
- 導演　光野道夫、永山耕三
- 音樂　大衛佛斯特
- 插入樂  竹下欣伸

## 主題歌
『To Love You More』：席琳狄翁 with Kryzler & Kompany

## 音樂
本劇除了重金請來大衛佛斯特譜寫主題曲，由席琳狄翁演唱，也特別向大衛佛斯特購買版權，為該劇提供配樂。但在後來2004年重播及DVD化使用的部分樂曲，則因版權問題，由同樣是由大衛佛斯特譜寫的日劇「東京聖誕夜」配樂所替代。
以下列出全劇所出現的配樂：

### 1995年首播版
- Jelinda's Theme (選自大衛佛斯特「 Love Lights The World」專輯)

第一回航平和愛永在飯店房間擁抱時的配樂
最終回航平在靈堂割下愛永小指時的配樂
- Live Each Day (Ben's Song) (選自大衛佛斯特「 Love Lights The World」專輯)

第二回航平和愛永在文具店挑選信封時的配樂
第五回遼太郎跟蹤愛永時的配樂
- Movie Montage (選自大衛佛斯特「 The Rechordings」專輯)

兩家人早晨出門上班時的配樂
第二回遼太郎到毛巾店裡找粧子時以及遼太郎回想搬家當天場景時的配樂
- Love, Look What You've Done To Me (選自大衛佛斯特「 The Rechordings」專輯)

第三回粧子在餐廳告知遼太郎愛永疑似外遇之事時的配樂
- Forever Linda (選自大衛佛斯特「 Love Lights The World」專輯)

第三回美緒質問航平與愛永之間關係時的配樂
- Ice Dance (選自大衛佛斯特「 Love Lights The World」專輯)

第五回遼太郎跟蹤愛永時的配樂
- Hard To Say I'm Sorry (選自大衛佛斯特「 The Rechordings」專輯)

第一回航平合愛永約定半年後見面時的配樂
第六回愛永在車站看到全身是傷的達彥時的配樂
- Love Theme St. Elmo's Fire (選自電影「 七個畢業生」原聲帶)

第五回一行人在籃球場打球時的配樂
第六回兩家人開車前往遼太郎公司別墅旅行時的配樂
- The Colour Of My Love (選自大衛佛斯特「 Love Lights The World」專輯)

第一回愛永和航平在郵局申請個人信箱時的配樂
第四回愛永和航平前往沖繩旅行在飛機上對話時的配樂
- Conscience (選自大衛佛斯特「 The Symphony Sessions」專輯)

第二回愛永打達彥耳光時的配樂
最終回航平在飯店見到愛永時的配樂
- Water Fountains (選自大衛佛斯特「 The Symphony Sessions」專輯)

最終回愛永不告而別，航平回到舊居發現手帕時的配樂
- Comme au Premier Jour (選自Andre Gagnon「 Un Piano Sur La Mer」專輯)

最終回愛永從飯店悄悄離開回到舊居時的配樂
最終回航平前往沖繩海岸時的配樂
- Saje (選自大衛佛斯特「 David Foster」專輯)

第二回結尾遼太郎向愛永表達想生孩子意願時的配樂
最終回航平照顧住院的愛永時出現的配樂

### 2004年重播、DVD化版
- Somewhere (選自日劇「 東京聖誕夜」原聲帶)

第一回航平和愛永在飯店房間擁抱時的配樂
最終回航平在靈堂割下愛永小指時的配樂
- From My Conscience (選自日劇「 東京聖誕夜」原聲帶)

第二回愛永打達彥耳光時的配樂
- Be The Man (Soundtrack Version) (選自日劇「 東京聖誕夜」原聲帶)

第五回遼太郎跟蹤愛永時的配樂
- Evening Light (選自日劇「 東京聖誕夜」原聲帶)

第五回一行人在籃球場打球時的配樂
第六回兩家人開車前往遼太郎公司別墅旅行時的配樂
- Eve Love Theme (選自日劇「 東京聖誕夜」原聲帶)

第四回粧子慫恿遼太郎偷看愛永信件時的配樂

## 插入歌
『Just Walk Away』席琳狄翁航平與愛永醫院內探病時播放曲(2004年重播版本)
『O Holy Night』麥可克勞福航平與愛永醫院内結婚式播放曲(2004年重播版本)
『O Holy Night』席琳狄翁航平與愛永醫院内結婚式播放曲(DVD化版本)

## 各話標題、播放日、收視率
| 各話         | 放送日         | サブタイトル                   | 視聴率 | 備考       |
| ------------ | -------------- | ------------------------------ | ------ | ---------- |
| 第一回       | 1995年10月19日 | 結婚一時間前の恋               | 14.4%  |            |
| 第二回       | 1995年10月26日 | 私書箱恋愛                     | 16.9%  |            |
| 第三回       | 1995年11月2日  | 情熱の隠された場所             | 16.0%  |            |
| 第四回       | 1995年11月9日  | 日帰りの不倫旅行               | 13.1%  |            |
| 第五回       | 1995年11月16日 | 誰も裏切らない恋               | 15.3%  |            |
| 第六回       | 1995年11月23日 | 誕生                           | 13.0%  |            |
| 第七回       | 1995年11月30日 | 許されない告白                 | 13.7%  |            |
| 第八回       | 1995年12月7日  | 愛しているのは君じゃない       | 15.1%  |            |
| 第九回       | 1995年12月14日 | あんたなんか死んでしまえばいい | 14.5%  |            |
| 最終回特別編 | 1995年12月21日 | 最後の恋文                     | 18.0%  | 90分拡大版 |

## 獎項
- 第7回日劇學院賞

主演女優賞：鈴木保奈美
攝影賞

## 另記
- 野澤尚本人所著小說版上卷1995年9月30日發售，下卷同年10月30日發售。所以，是在電視劇播放前上卷發售，播出開始之後下卷才發售的情況，這是破例的事情。事前在情節往後發展相當不明的情況下開拍的。上卷的解說鈴木保奈美，下卷的「刊後語」岸谷五朗。此外下卷的 "作者的話" 當中，野澤尚訴苦在當時電視劇熱潮的時候，跟腳本家簡單的借了名字過來之後 (也就是實際上是請地下作家來寫小說)將內容較少的小說拿來在書店中販賣這樣的事情。
- 本劇主角是主婦的20代女性，用流行的電視劇戀愛情節和與哀愁的演出話題，最後一集獲得高收視率。其中不道德(男女關係)和交換戀愛等的要素的加進的事在主婦層中接受了。
- 主角愛永神戶市出身，由於播出的同年日本發生阪神大地震，於是加入了愛永父親宗市經營的酒館受災的情節。
- 這個作品的6年後的2001年，同樣野澤尚所寫的『水曜日的愛情』播放，被作為登場人物的小說家的新作『戀人啊」的故事，一部加進。
- 本作品主演的鈴木保奈美之後引退，且主題歌是西洋歌曲.....由於種種版權問題複雜，往後整整九年間雖然受無數觀眾強烈期待，依然沒能發售影像商品，重播也只有在1996年夏天的一次。不過，2004年6月因為作者野澤尚的去世，或許因致哀之意，隔月開始了8年來第一次的重播，且同年11月DVD化。
- 翻拍版的播放從2007年3月30日韓國SBS的每週五開始。全20回(每晚播出2集)。也由SBS2006年播放的「戀愛時代」也是野澤尚的作品，主演尹孫河在闊別7年後的首部韓劇復出作品成為話題。在該劇播出的同時，原作小說的韓文翻譯版本也同時出版。

## 外部連結
- 木曜劇場『恋人よ』 （页面存档备份，存于） 野沢尚公式サイト 作品紹介
- http://tv.sbs.co.kr/lover/ （页面存档备份，存于） SBS金曜ドラマ「恋人よ」
- SBS Global[永久] 「恋人よ」プログラム情報